# Tropihypnus
Tropihypnus is een geslacht van kevers uit de familie  
kniptorren (Elateridae).
Het geslacht is voor het eerst wetenschappelijk beschreven in 1905 door Reitter.

## Soorten
Het geslacht omvat de volgende soorten:
- Tropihypnus bicarinatus Fleutiaux, 1908
- Tropihypnus bimargo (Reitter, 1896)
- Tropihypnus chatterjeei (Fleutiaux, 1928)
- Tropihypnus gardneri (Fleutiaux, 1928)
- Tropihypnus himargo Stibick, 1968
- Tropihypnus namsooa Stibick, 1968
- Tropihypnus punjabae Stibick, 1968
- Tropihypnus rungbongi Stibick, 1968
- Tropihypnus unicolor Gurjeva, 1987